# Antherina suraka
Antherina suraka (tên tiếng Anh: Suraka Silk Moth) là một loài bướm đêm thuộc họ Saturniidae. Nó được tìm thấy ở Madagascar và Mayotte.

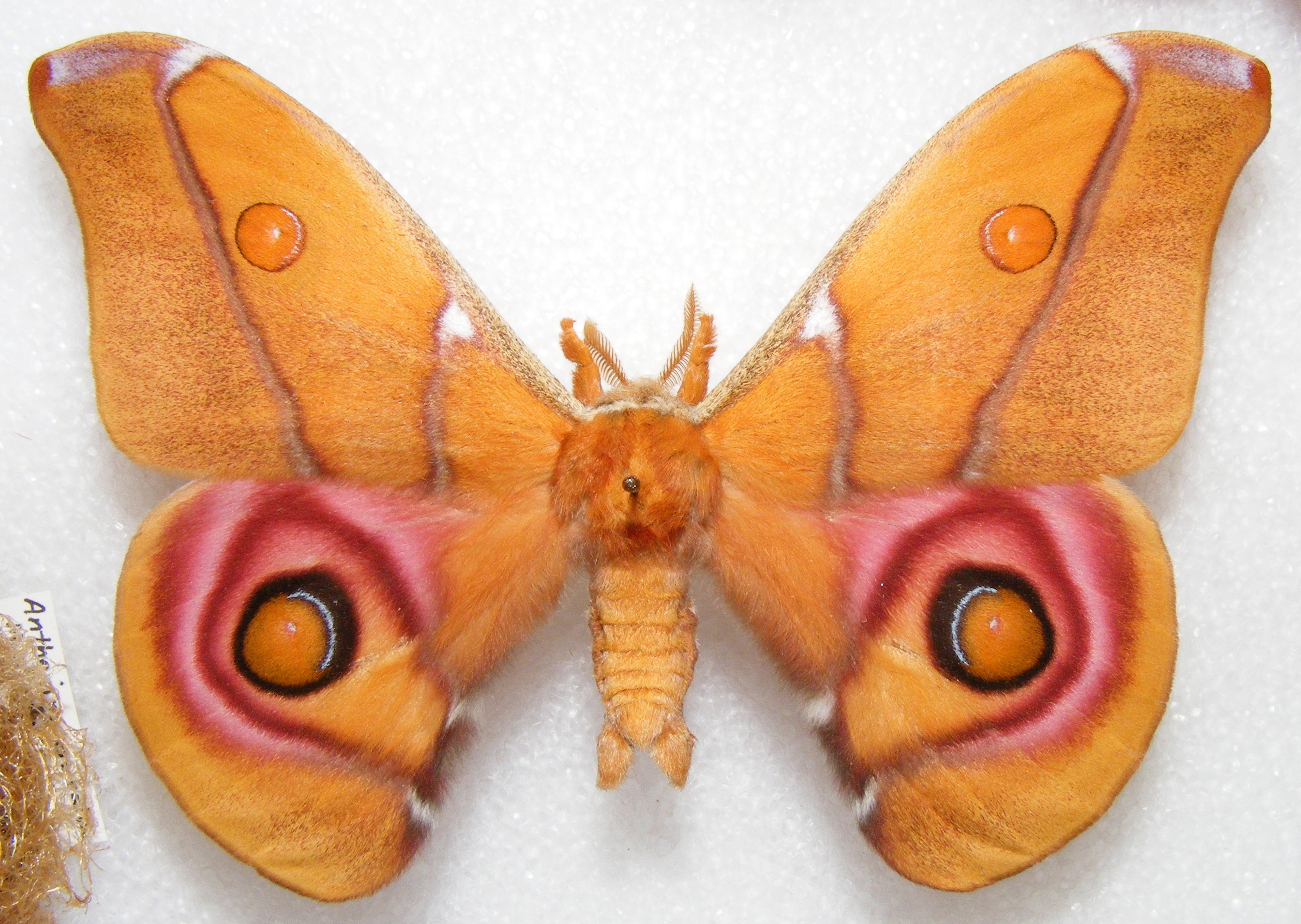
Antherina suraka suraka

## Phụ loài
- Antherina suraka suraka (Madagascar)
- Antherina suraka comorana (Mayotte)

## Hình ảnh

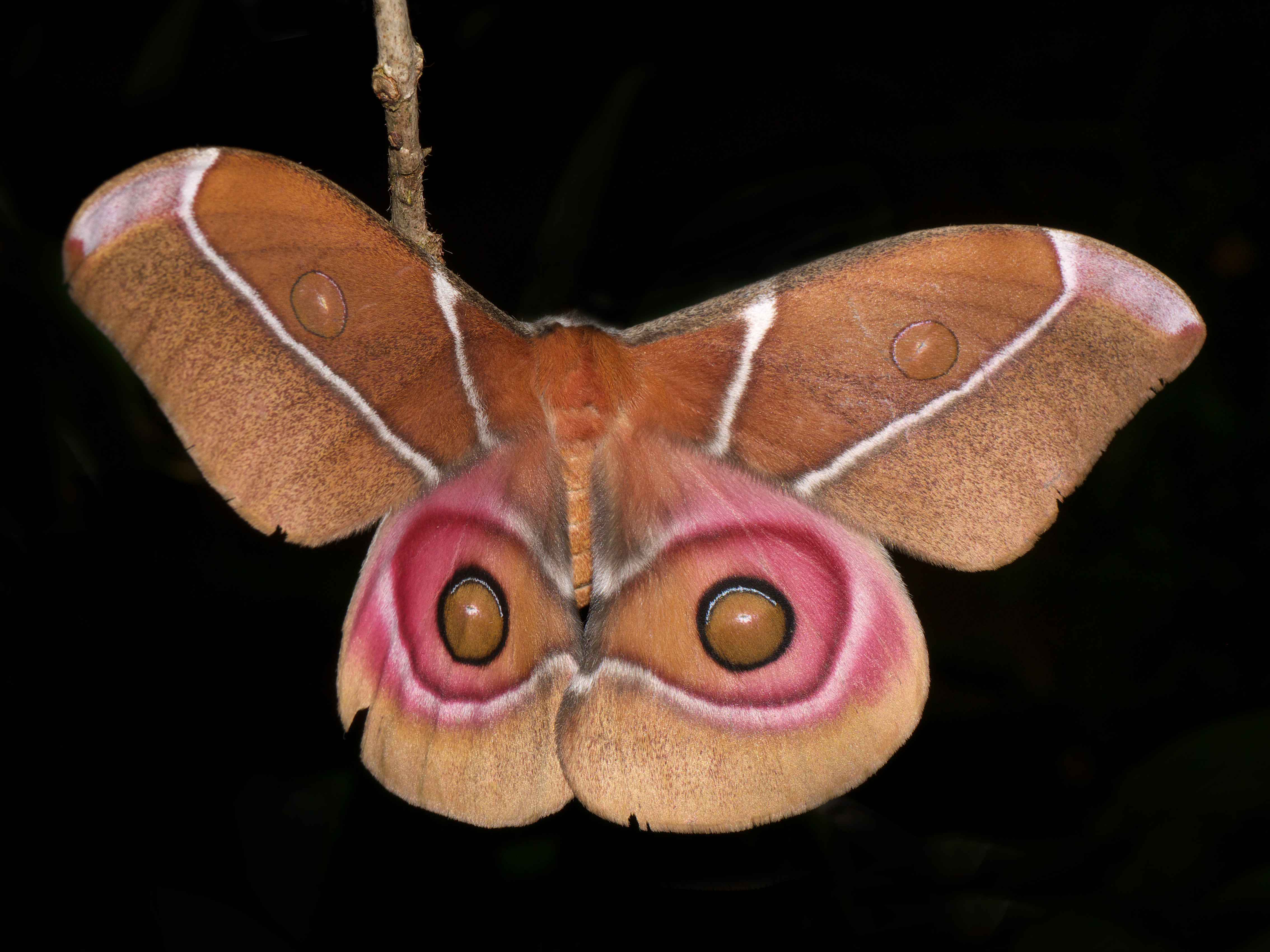
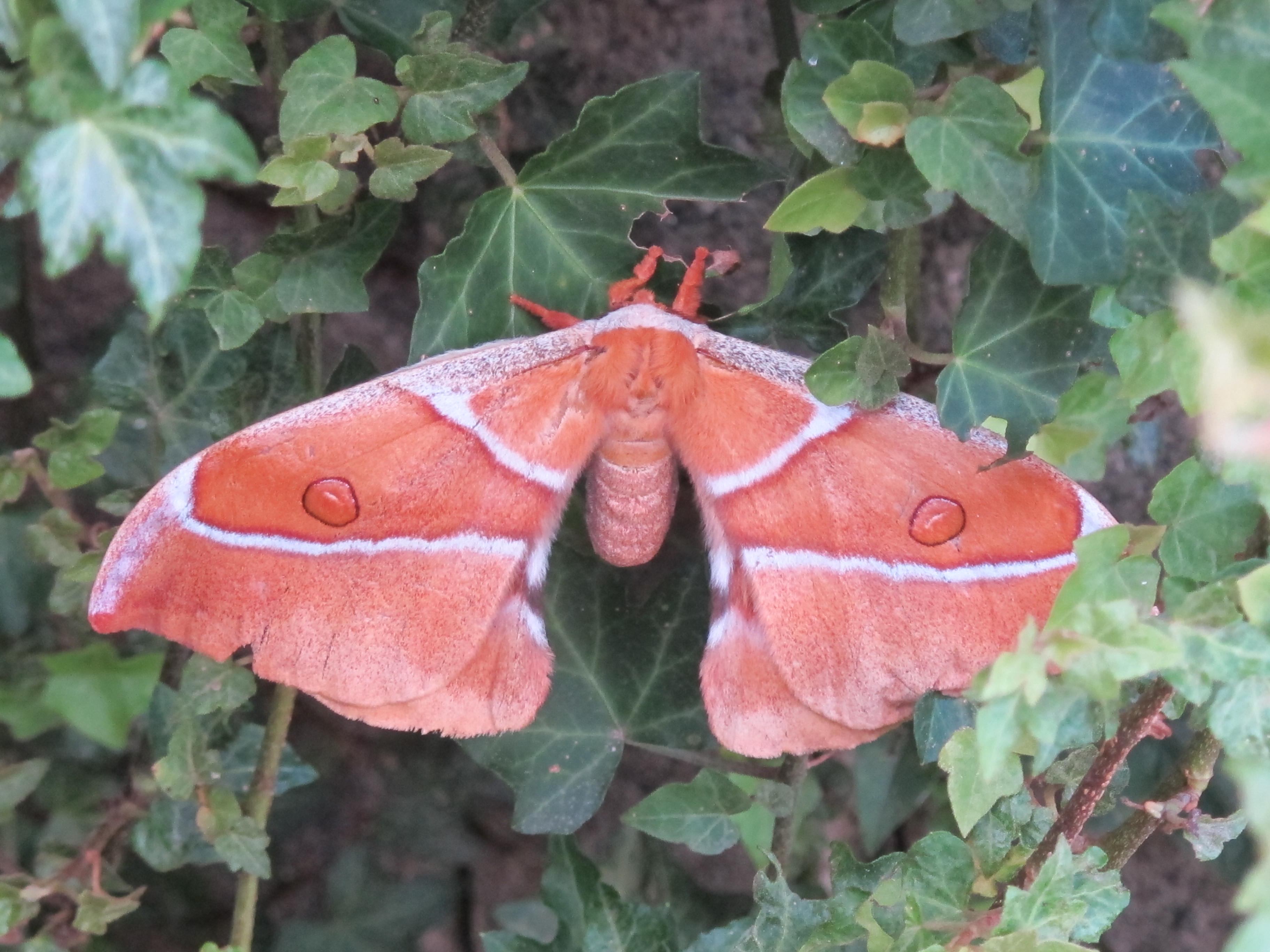
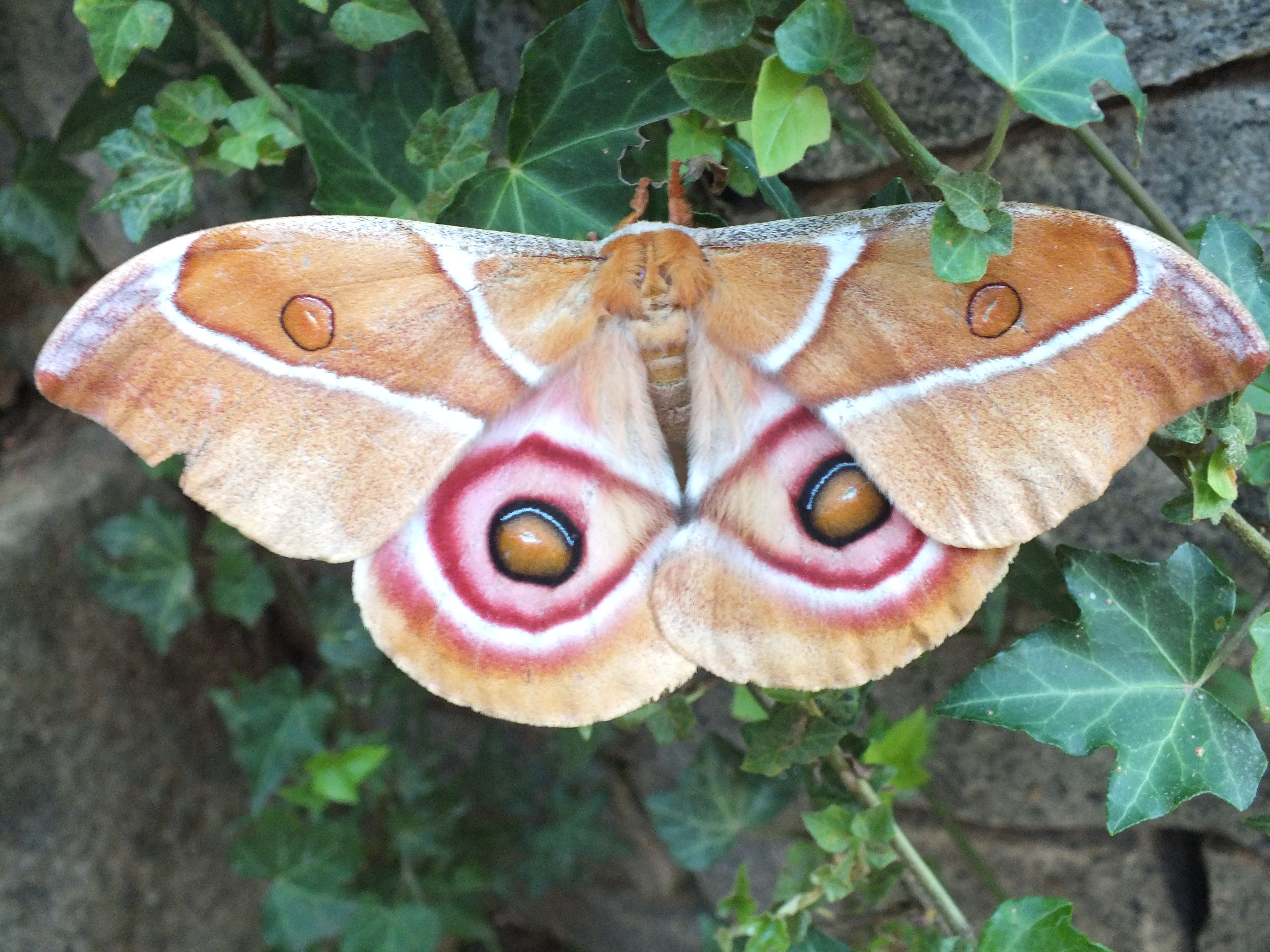
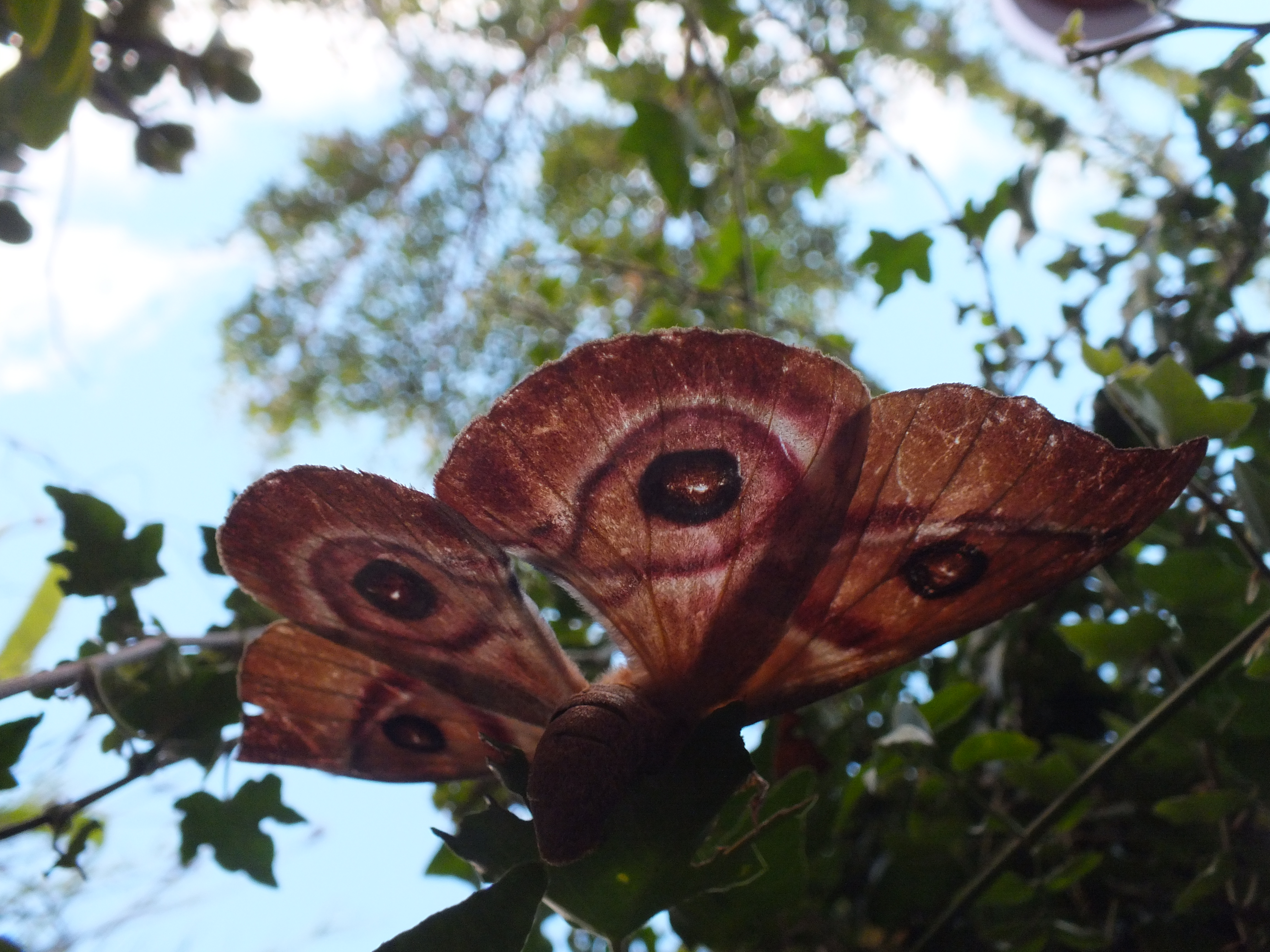